# Ausdrucksmalerei
Als Ausdrucksmalerei bezeichnet man das Malen von Bildern aus dem Gefühl, der Intuition und dem inneren Befinden heraus. Es findet in einem Malatelier im Stehen statt. Auf großen Papierbogen, welche sich in einem eigens dafür eingerichteten, vor Außeneinflüssen geschützten Atelier an den Wänden befinden, wird hauptsächlich in Gruppen gemalt.

## Historie

### Carl Gustav Jung
Carl Gustav Jung hat sich sein ganzes Leben mit dem Innern/Unbewussten des Menschen beschäftigt. Dabei hat er viele Theorien entwickelt, die nach langen Beobachtungen der Umwelt und seiner Patienten entstanden sind. Diese helfen noch heute, das Wesen des Menschen besser zu verstehen.
Neben seiner Arbeit zu Archetypen, dem kollektiven Unbewussten und den Träumen hat er sich auch mit dem Malen beschäftigt.
Er hat Bilder und Zeichnungen seiner Patienten gesammelt und sich mit ihnen ausgiebig befasst.
Sein Interesse galt vor allem den Mandalas. Das sind sogenannte symmetrische Kreisbilder, die einen Teil des Unbewussten ausdrücken. C. G. Jung hat bemerkt, dass diese Bilder oft in Träumen und gewissen Konfliktzuständen vorkommen. Er hat entdeckt, dass sie eine Ordnung haben und somit die Unordnung des psychischen Zustandes kompensieren sollten. Diese Mandalas sind wie eine Art Selbstheilungsversuche der Natur, die aus einem instinktiven Impuls entstehen.
Auch hat er eine Theorie aufgestellt, die er „das kollektive Unbewusste“ nennt. Jung meint damit, dass es sogenannte „Urbilder“ gibt. Das sind Bilder und Symbole, die jeder Mensch, egal welcher Kultur und "Rasse" er angehört oder wie er erzogen worden ist, in sich trägt und die miteinander übereinstimmen. Zu dieser Erkenntnis ist er gekommen, als er nach jahrelanger Forschung in der Mythenbildung von verschiedenen Volksstämmen herausgefunden hat, dass sich die Symbole und Figuren dieser Mythen immer wiederholen, egal zu welcher Zeit und auf welchem Kontinent.
Nach diesen Erkenntnissen war für ihn klar, dass in jedem Menschen unbewusste Bilder vorhanden sind und diese durch das Malen zum Vorschein gebracht werden können.
Er hat aber darauf hingewiesen, dass das Zeichnen und Malen nur dann therapeutisch wirken kann, wenn es möglichst spontan passiert. Er hat auch gesagt, dass der Wert dieses bildnerischen Schaffens nicht in der Analyse oder Deutung der Bilder liegt, sondern im eigentlichen Prozess. Damit hat er schon früh einen Ansatz zur Theorie des Ausdruckmalens geliefert.

## Durchführung
Das Ausdrucksmalen ist ein neuer Forschungsbereich, der sich mit Vorgängen (Prozessen) befasst.
Dabei ist nicht der Inhalt, sondern die Art und Weise des Geschehens wichtig. D. h. das, was schließlich auf dem Blatt zu sehen ist, ist nicht von Bedeutung. Der Prozess, der dahintersteckt, ist viel wichtiger.
Nur wenn man mehrmals und immer wieder regelmäßig malt und die Atmosphäre dabei stimmt, kann man wirklich vom Prozess des Ausdruckmalens sprechen.
Dabei ist folgendes wichtig:
- Der Raum, in dem man malt, muss vor Druck und Beeinflussung geschützt sein.
- Die Gegenwart der Anderen soll nicht störend sein und sie sollten auch nicht die Funktion von Zuschauern übernehmen. Jeder sollte Mitglied der Gruppe sein.
- Der Leiter sollte kein Vorbild sein.

Ausdrucksmalen wird grundsätzlich im Stehen ausgeführt, um die Energie des ganzen Körpers zur Verfügung zu haben. Es gibt Gruppen für Kinder, für Erwachsene und altersgemischte Gruppen.
Das Atelier ist ein mit Malwänden ausgekleideter, vor äußeren Einflüssen (zum Beispiel Telefon und Tageslicht) geschützter Raum mit einem Palettentisch mit 18 Gouachefarben in der Mitte. Ausdrucksmalen kann mit Hilfe von Pinseln, anderen Werkzeugen (wie zum Beispiel Spachteln) oder einfach mit den Händen durchgeführt werden. Da die Bilder bis über den Blattrand gemalt werden, entsteht auf den Malwänden ein typisches Farbmuster.
Außerdem gibt es in jedem Kurs einen Malleiter. Dieser begleitet die Malenden in ihrem Prozess, ermutigt sie, Risiken einzugehen, Erfahrungen zu sammeln, zu experimentieren und ihren Fokus zum Bild zu bewahren.
Die pädagogisch geprägten Impulse, Vorschläge und Begleitungen des Malleiters sollen dabei vorrangig Raum lassen für das eigene Tun des Malenden. Zudem soll er für eine ruhige und konzentrierte Atmosphäre sorgen.

## Andere Zwecke
Das Ausdrucksmalen wurde von verschiedenen Personen für die Therapie weiterentwickelt, zum Beispiel zum Begleiteten Malen (Bettina Egger) und zur Maltherapie.